# Brun sule
Brun sule (Sula leucogaster) er en havfugl, der lever på kysterne af tropiske områder.